# Monkeyshines
Monkeyshines är en kortfilm från 1889 eller 1890 gjord för att testa Kinetoskopets cylinderformat, och tros vara den första amerikanska filmen.
Monkeyshines, No. 1 spelades in av William K.L. Dickson och William Heise för Thomas Edisons laboratorier. Enligt vissa källor är den inspelad i juni 1889 med John Ott i huvudrollen medan andra anser att den är inspelad i november 1890 med G. Sacco Albanese i huvudrollen.
Inom kort spelades även Monkeyshines, No. 2 och Monkeyshines, No. 3 in för att vidare testa utrustningen.
Filmerna gjordes endast för interna tester och var inte ämnade för allmän visning, men anses viktiga ur ett filmhistoriskt perspektiv. Filmerna består av en suddig figur i vitt som står framför kameran och gör stora gester.